# Касим (порт)
Порт Мухаммад ибн Касим (урду بندر گاہ محمد بن قاسم‎), сокращённо — порт Касим. Морской порт в пакистанском городе Карачи, на побережье Аравийского моря. Это второй по загруженности порт Пакистана, обрабатывает около 35 % грузооборота всей страны (17 млн тонн грузов в год). Порт Касим и порт Карачи — самые оживлённые порты страны, вместе обрабатывают более 90 % всей внешней торговли Пакистана. Порт занимает площадь в 12200 акров (49 км²), на ней расположено множество промышленных зон. 80 % автомобилей поступает в Пакистан через Касим.

## История
В 1970-х годах, при премьер-министре Зульфикаре Али Бхутто, в Пакистане проводились экономические реформы и создание тяжёлой промышленности. В стране был построен первый сталелитейный завод Pakistan Steel Mills на южном побережье города Карачи. В это же время было решено построить крупный порт, для переправки большого количества сырья для производства стали в Пакистане. В дополнение к будущим экономическим требованиям и стратегическим потребностям, этот порт был также призван разгрузить единственный морской порт страны — Карачи. Порт Касим был назван в честь арабского полководца Мухаммада ибн Касима, который завоевал Дебал и прибрежные районы Синда в 712 году.
В городе расположены предприятия: Pakistan Steel, Aisha Steel, Tuwairqi Steel Mills.